# 97 (عدد)
97 (سبع وتسعين) هو عدد طبيعي يلي العدد 96 ويسبق العدد 98.